# 러브어스
러브어스는 2015년부터 2016년까지 존재했던 대한민국의 걸그룹이다. 2015년 싱글 [티클 (Tickle)]로 데뷔했다.

## 음반
- 티클 (Tickle) (2015)
- Lovely Boy (2015)

## 수상
- 한국을 빛낸 자랑스런 한국인대상 대중가요부문 기자가 뽑은 신인걸그룹대상 (2015)

## 경력
- 언론인연합협의회 홍보대사 (2015)
- 대한민국신문기자협회 홍보대사 (2015)
- 대한민국 사회공헌대상 및 대한민국 서비스 경영대상 홍보대사 (2015)